# Filles de l'Immaculée Conception de Buenos Aires
Les Filles de l'Immaculée Conception de Buenos Aires (en latin : Instituto Sororum Filiarum Immaculatae Conceptionis Bonaerensium) forment une congrégation religieuse enseignante et hospitalière de droit pontifical. 

## Histoire
La congrégation dérive des sœurs de la Charité filles de l'Immaculée fondée à Casino di Calabria en 1874 par sœur Marie Fabiano pour se dédier à l'enseignement et à l'assistance aux malades. En 1886, Marie Euphrasie Iaconis, nièce de la fondatrice, intègre l'institut ; elle est envoyée avec d'autres sœurs à Buenos Aires en 1893 pour ouvrir de nouvelles maisons en Argentine. À la suite de plaintes déposées au Saint-Office, la congrégation est dissoute le 30 janvier 1901.
Pour sauver ce qui existe, sœur Iaconis se rend à Rome et révise les constitutions, elle obtient l'autorisation de fonder un nouvel institut en Argentine sous le nom de Filles de la Mère divine.
Mariano Antonio Espinosa (es), archevêque de Buenos Aires, approuve la congrégation le 24 septembre 1904.
A l'occasion du 50e anniversaire de la proclamation du dogme de l'Immaculée Conception, avec la permission du pape Pie X, les sœurs reprennent le titre de Filles de l'Immaculée Conception. L'institut reçoit le décret de louange le 14 février 1934 et l'approbation définitive du Saint-Siège le 5 août 1941.
Une sœur de cette congrégation, Maria Pierina De Micheli (1890-1945), est reconnue bienheureuse le 30 mai 2010.

## Activités et diffusion
Les sœurs se consacrent à l'enseignement des jeunes, à l'aide aux personnes âgées et aux œuvres sociales.
Elles sont présentes en: 
- Amérique : Argentine, Brésil, Chili, Mexique.
- Europe : Italie, Espagne.
- Asie : Inde.

La maison-mère est à Buenos Aires.
En 2017, la congrégation comptait 97 religieuses dans 24 maisons.